# Bernd Maier
Bernd Maier (* 30. November 1974 in Giengen) ist ein ehemaliger deutscher Fußballspieler. Er absolvierte 96 Spiele im deutschen Profifußball, dabei gelangen dem defensiven Mittelfeldspieler vier Tore.

## Laufbahn
Als junger Spieler verließ Maier 1996 seinen Heimatverein RSV Hohenmemmingen, um beim damaligen Regionalligisten SSV Ulm 1846 anzuheuern. Mit diesem stieg er 1998 in die 2. Bundesliga auf. In seiner ersten Saison im Profifußball bestritt er alle 34 Spiele. Dabei verpasste er zudem keine Spielminute und markierte am 32. Spieltag gegen die Stuttgarter Kickers in der 80. Minute seinen einzigen Saisontreffer zum vorentscheidenden 3:1; per Eigentor in der 89. Minute erzielte er auch noch den 3:2-Endstand.
In der folgenden Bundesligasaison kam Maier zu 24 Einsätzen. Beim 1:2-Auswärtserfolg des Vereins beim Hamburger SV gelang ihm sein einziges Erstligator. Nach dem Abstieg blieb er den Spatzen treu und spielte noch 28-mal zweitklassig für den Verein. Als der direkte Durchmarsch ins Amateurlager feststand, wechselte er zum Ligakonkurrenten 1. FC Saarbrücken, wo er Ergänzungsspieler war und meistens nur auf der Bank saß.
Daher kehrte Maier 2002 zum SSV Ulm zurück und spielte eine Saison in der Oberliga Baden-Württemberg. 2003 wechselte er in die Regionalliga zum VfR Aalen, bei dem er vier Jahre lang zu den Stammkräften gehörte. 2007 kehrte er in die Oberliga Baden-Württemberg zurück und übernahm beim 1. FC Heidenheim 1846 für kurze Zeit das Amt des Mannschaftskapitäns. Nach dem Aufstieg in die Regionalliga Süd stieg er mit dem FCH 2009 in die 3. Liga auf. In dieser Spielklasse wurde er jedoch nicht mehr eingesetzt, er beendete daraufhin 2010 seine Karriere.

## Erwähnenswertes
Bernd Maier ist gelernter Industriekaufmann.